# Ла-Тур-де-Пе
Ла-Тур-де-Пе (фр. La Tour-de-Peilz [ˈtuʁdəˌpɛ]) — місто в Швейцарії в кантоні Во, округ Рів'єра-Пеї-д'Ано.

## Географія
Місто розташоване на відстані близько 70 км на південний захід від Берна, 22 км на схід від Лозанни.
Ла-Тур-де-Пе має площу 3,3 км², з яких на 66,1 % дозволяється будівництво (житлове та будівництво доріг), 29,1 % використовуються в сільськогосподарських цілях, 4,6 % зайнято лісами, 0,3 % не є продуктивними (річки, льодовики або гори).

## Демографія
2019 року в місті мешкало 11 884 особи (+10,2 % порівняно з 2010 роком), іноземців було 30 %. Густота населення становила 3645 осіб/км².
За віковим діапазоном населення розподілялося таким чином: 20,8 % — особи молодші 20 років, 57,7 % — особи у віці 20—64 років, 21,5 % — особи у віці 65 років та старші. Було 5616 помешкань (у середньому 2,1 особи в помешканні).
Із загальної кількості 3766 працюючих 30 було зайнятих в первинному секторі, 169 — в обробній промисловості, 3567 — в галузі послуг.